# MiríadaX
Miríada X és un projecte de formació en línia que té el seu origen a principis del 2013 pel Banc Santander i Telefónica, a través de la Xarxa Universia i Telefònica Educació Digital i basat en la plataforma de programari lliure WEMOOC amb una inversió de 4 milions d'euros i va funcionar a mode de prova fins al 2014, quan fou presentat oficialment a la Trobada Internacional de Rectors Universia del 2014 a Rio de Janeiro (Brasil). En la seva presentació comptava amb més de 750.000 alumnes inscrits. Aquesta plataforma ofereix cursos en línia massius i en obert (Massive Open Online Courses, MOOCs) de franc i aptes per a qualsevol usuari.
Entre les primeres 18 universitats que en van formar part, 16 de l'estat espanyol i dues d'Amèrica, hi havia la Universitat Pompeu Fabra i la Universitat de Girona. Altres s'han incorporat després.
A principis del 2016 comptava amb 2 milions d'alumnes, 380 cursos i 77 universitats adherides. El 2016 les temàtiques amb més èxit al portal van ser els llenguatges de programació, big data, nutrició i màrqueting digital. El 2017 el portal comptava amb 2,7 milions d'alumnes, més de 500 cursos de 90 universitats i més de 2000 professors. Més del 60% dels estudiants tenien entre 25 i 44 anys.
El seu èxit l'ha portat a convertir-se en una plataforma de formació online de referència no només a nivell espanyol, sinó també europeu, on més d'un 40% dels MOOCs que presenta provenen d'universitats espanyoles segons el portal Open Education Europa. Miríada X esdevé un factor clau en l'evolució educativa espanyola segons mostra l'informe de la "Societat de la informació a Espanya" de l'any 2013.
El 25 de juny de 2014, Emilio Botín i César Alierta van presentar oficialment la plataforma Miríada X a Rio de Janeiro durant la III Trobada Internacional de Rectors d'Universia. Durant aquestes jornades Emilio Botín va remarcar que s'està "davant d'una oportunitat històrica pel sistema d'educació superior iberoamericà” i que “en aquest sentit, la tecnologia i la digitalització resulten fonamentals”, va afirmar Alierta.
El mes de juliol de 2017 es produeix la desvinculació del Banc Santander de Telefónica, passant a ser aquesta última l'única propietària. 

## Universitats i Institucions
Les universitats i institucions que imparteixen o han impartit cursos dins de la plataforma Miríada X són:
- Corporació Universitària Minut de Déu, Colòmbia
- National University College, Puerto Rico
- Universitat Abad Oliva CEU, Espanya
- Universitat Oberta Per a Adults, República Dominicana
- Universitat Autònoma d'Occident, Colòmbia
- Universitat Blas Pascal, Argentina
- Universitat CEU Cardenal Herrera, Espanya
- Universitat CEU San Pablo, Espanya
- Universitat Carles III de Madrid, Espanya
- Universitat de Castella-la Manxa, Espanya
- Universitat Catòlica Sant Antonio, Espanya
- Universitat Catòlica Sant Toribio de Mogrovejo, Perú
- Universitat Complutense de Madrid, Espanya
- Universitat d'Alcalá, Espanya
- Universitat d'Alacant, Espanya
- Universitat de Cantàbria, Espanya
- Universitat de Celaya, Mèxic
- Universitat de Girona, Espanya
- Universitat de Huelva, Espanya
- Universitat d'Ibagué, Colòmbia
- Universitat de la Llacuna, Espanya
- Universitat de Màlaga, Espanya
- Universitat de Múrcia, Espanya
- Universitat de Navarra, Espanya
- Universitat de Palerm, Argentina
- Universitat de Puerto Rico - Recinte de Riu Pedres, Puerto Rico
- Universitat de Salamanca, Espanya
- Universitat de Sant Martín de Porres, Perú
- Universitat de Saragossa, Espanya
- Universitat Europea, Espanya
- Universitat Francisco Gavidia, El Salvador
- Universitat Nacional d'Educació a Distància, Espanya
- Universitat Nacional de Quilmes, Argentina
- Universitat Politècnica de Cartagena, Espanya
- Universitat Politècnica de Madrid, Espanya
- Universitat Politècnica de València, Espanya
- Universitat Rei Juan Carlos, Espanya
- Universitat Tecnològica de Pereira, Colòmbia
- Universitat Tecnològica Nacional, Argentina
- Universitat Pompeu Fabra, Espanya
- Universitat Oberta de Catalunya, Espanya
- Universitat de les Illes Balears, Espanya
- Universitat del País Basc, Espanya
- Universitas Telefónica, Espanya
- Pontifícia Universidade Catòlica do Rio Gran do Sul, Brasil
- Universidade Anhembi Morumbi, Brasil
- Fundació Albéniz, Espanya
- Universitat de Santiago de Xile, Xile
- Universidade de Nova Lisboa. Portugal
- Universidade do Porto, Portugal
- Universitat Pontifícia de Salamanca, Espanya
- Universitat Ricardo Palma, Perú
- Universitat Nacional del Nord-est, Argentina
- Universitat de Cadis, Espanya
- Universitat a Distància de Madrid, Espanya
- Universitat Anáhuac, Mèxic

## Cursos
Els cursos de Miríada X ofereixen formació gratuïta en línia, oberta a tothom i de temes tan diversos com: tecnologia, idiomes, psicologia, econòmiques, matemàtiques, pedagogia, ciències de la salut, sociologia, humanitats i ciències agràries. Cada curs està dividit en mòduls que consten de diferents tipus d'activitats: recursos (vídeos, fitxers pdf, etc.), avaluacions compartides o peer to peer (P2P) i qüestionaris d'avaluació tipus test.

### Karma
A més a més, els alumnes poden col·laborar i compartir coneixements utilitzant les diferents eines socials que ofereix la plataforma. Per altra banda, Miríada X integra a la seva metodologia alguns elements de gamificació, comptant amb un sistema "Karma" que mesura el prestigi de cada alumne dins de la comunitat. Aquest instrument valora les seves aportacions i badges o medalles socials que reconeixen la participació dels alumnes dins de la comunitat Miríada X. La progressió que atorga aquest sistema Karma és la següent: expert, erudit, savi, eminència i geni. A la pràctica, el Karma té la mateixa rellevància i utilitat que el nombre de missatges que un usuari ha fet en un fòrum, amb la diferència que els punts de Karma caduquen amb el pas del temps i es perden, per la qual cosa constitueixen una forma efímera de puntuació.

### Guardons
Alguns dels cursos impartits dins d'aquesta plataforma han estat guardonats per diferents premis convocats pel mateix projecte. Concretament, al maig de 2013, el primer premi va ser atorgat al curs “Alemany per a hispanoparlants: nocions fonamentals”, de la professora Mª Dolores Castrillo de Larreta-Azelain de la Universitat Nacional d'Educació a Distància. L'accésit al Premi es va concedir al curs “Matemàtiques bàsiques per a l'accés a carreres científiques i tècniques”, del professor Juan Medina Molina de la Universitat Politècnica de Cartagena. El mes de juny de 2014, va obtenir el primer premi el curs “Aplicació de les xarxes socials en educació: Comunitats virtuals”, del professor Oriol Borrás de la Universitat Politècnica de Madrid. L'accèssit al premi va ser per al curs “Potencia la teva ment” de la professora Carmen María Sarabia Cobo de la Universitat de Cantàbria.